# Agios Achillios
Agios Achillios (griechisch Άγιος Αχίλλειος, Aussprache [ˈaʝɔs aˈçiljɔs]) ist eine kleine Binneninsel im Kleinen Prespassee im Nordwesten Griechenlands. Sie gehört zu den touristischen Zielen der Gemeinde Prespes in Westmakedonien und birgt Zeugnisse aus zwei Jahrtausenden. Sie ist nach dem Heiligen Achilleios von Larisa († 330) benannt, dessen Gebeine am Ende des 10. Jahrhunderts auf die Insel übergeführt wurden.

## Geographie
Agios Achillios liegt im Norden des kleinen Prespasees, in etwa 650 Meter Entfernung von dessen Nordufer. Die längliche Insel erstreckt sich über rund 1.650 m in Nord-Süd-Richtung; in ihrem Südteil erhebt sie sich rund 72 Meter über die Seeoberfläche. Die kleine Siedlung gleichen Namens, die 2011 noch 21 Einwohner zählte, befindet sich am nördlichen Ende des Eilands. Seit dem Jahr 2000 verbindet eine Fußgänger-Pontonbrücke die Insel mit dem Festland.
Agios Achillios ist Teil des länderübergreifenden Prespa-Nationalparks. Besondere Bedeutung hat die Gegend als Vogelschutzgebiet. So brüten Krauskopf- und Rosapelikan sowie die Zwergscharbe an den Ufern des Sees, über die Hälfte aller in Griechenland gezählten Vogelarten wurden in der Prespa-Region gesichtet. Weiters leben in den Seen einige endemische Fischarten.

## Geschichte
Ausgrabungen in den Jahren 1961, 1999 und 2007 belegen die Existenz einer hellenistischen Siedlung im Süden der Insel, die bis in römische Zeit bewohnt war, aber zu Beginn des vierten Jahrhunderts nach Christus aufgegeben wurde. Hier gefundene Inschriften aus der römischen Kaiserzeit deuten auf den Namen Lyka (altgriechisch πόλις Λυκαίων ‚Stadt der Lykaier‘) hin. Archäologische Funde aus dem See führten zur Annahme, es habe in antiker Zeit eine Landverbindung gegeben.
Wieder ins geschichtliche Bewusstsein rückte die Insel während der Spätzeit des Ersten Bulgarischen Reichs zum Ende des 10. Jahrhunderts, als Zar Samuil nach der Eroberung Larisas die Gebeine des Heiligen Achilleios auf die Insel bringen und hier eine dem Heiligen geweihte Basilika errichten ließ. Unter dem Namen Prespa war die Insel die Residenz Samuils und damit ein Machtzentrum des Bulgarischen Reiches. Die Kirche diente als Bischofssitz und möglicherweise als Grablege Samuils und seiner Nachfolger Gawril Radomir und Iwan Wladislaw. 1018 eroberte das Byzantinische Reich Prespa zurück, 1072 wurden Insel und Kirche durch Söldner verwüstet und geplündert, die wieder aufgebaute Kirche verfiel ab dem späten 14. Jahrhundert, diente wegen der Bedeutung des Heiligen in Griechenland jedoch bis ins 20. Jahrhundert als Kultstätte, namentlich zum Patronatsfest des Heiligen am 15. Mai. Nach unterschiedlichen Besitzern im 13. und 14. Jahrhundert gehörte die Insel ab dem späten 14. Jahrhundert zum Osmanischen Reich.

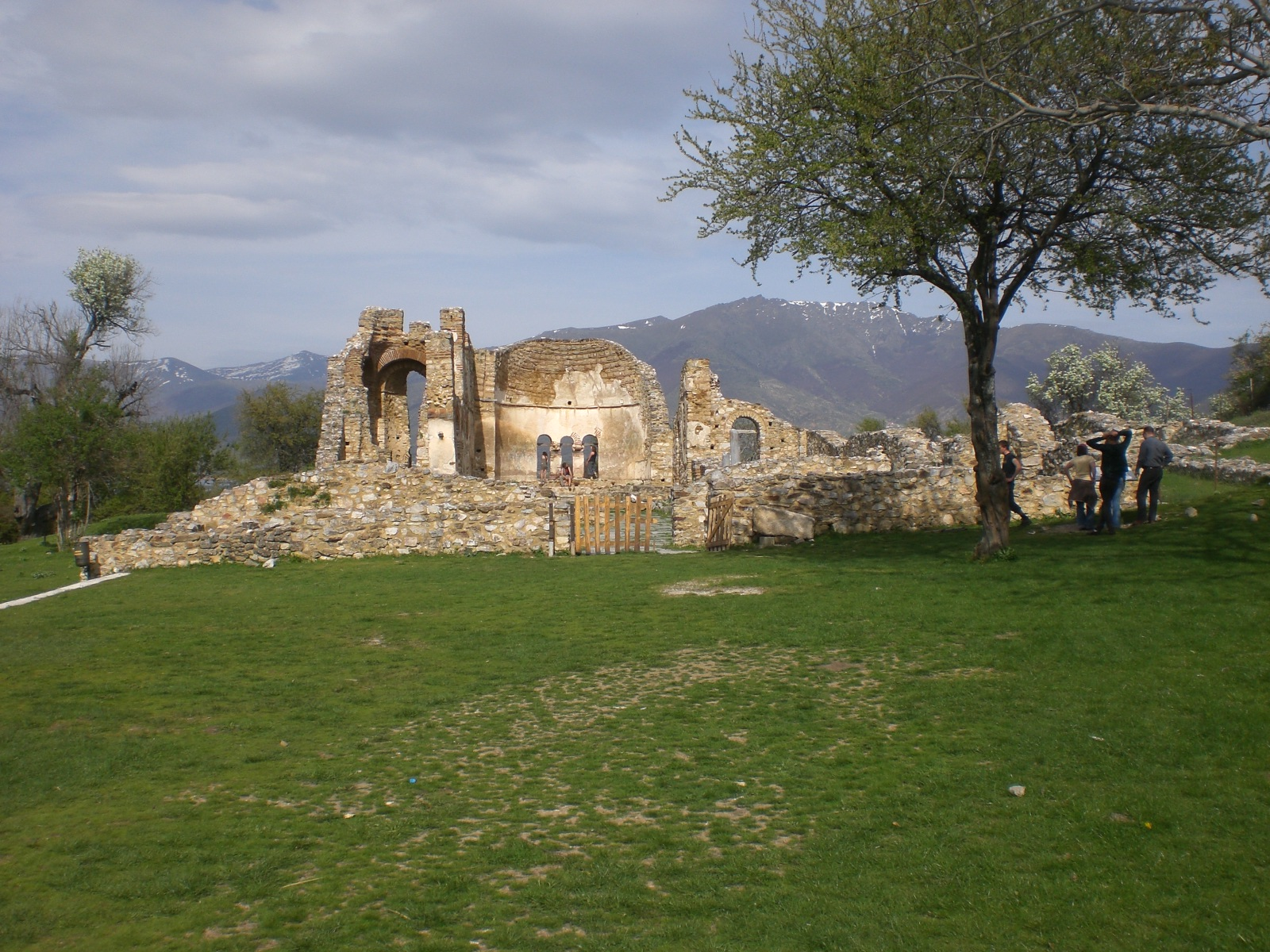
Ansicht der Basilika
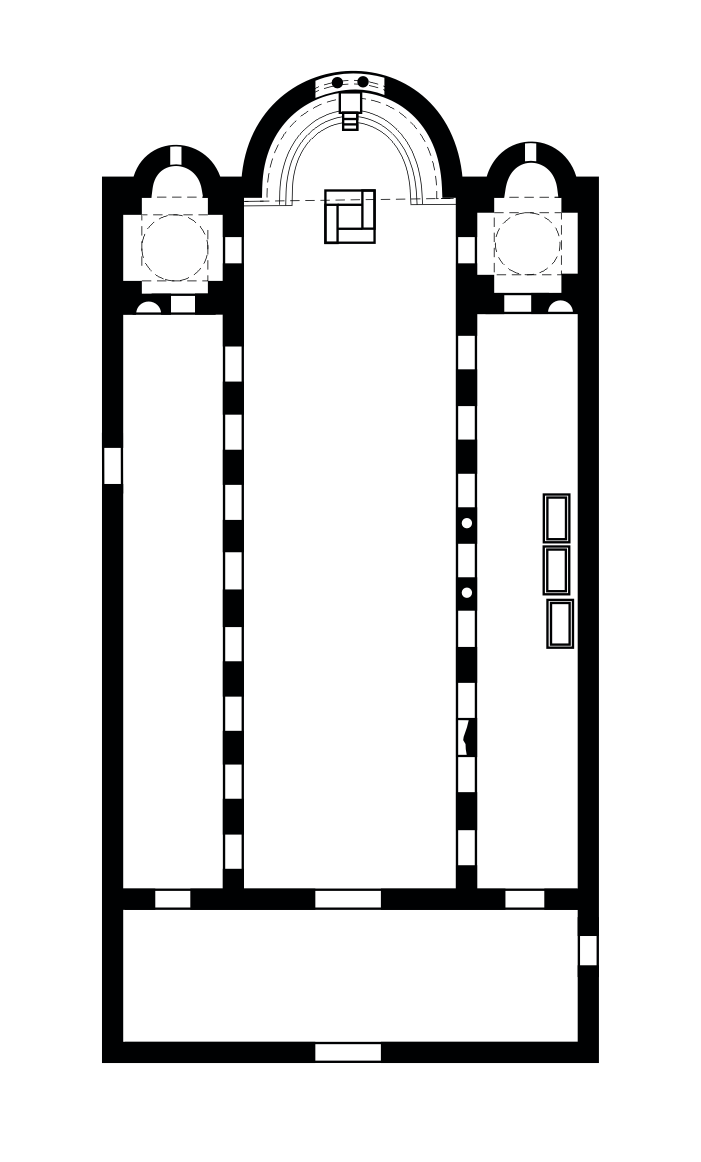
Rekonstruierter Grundriss der Kirche
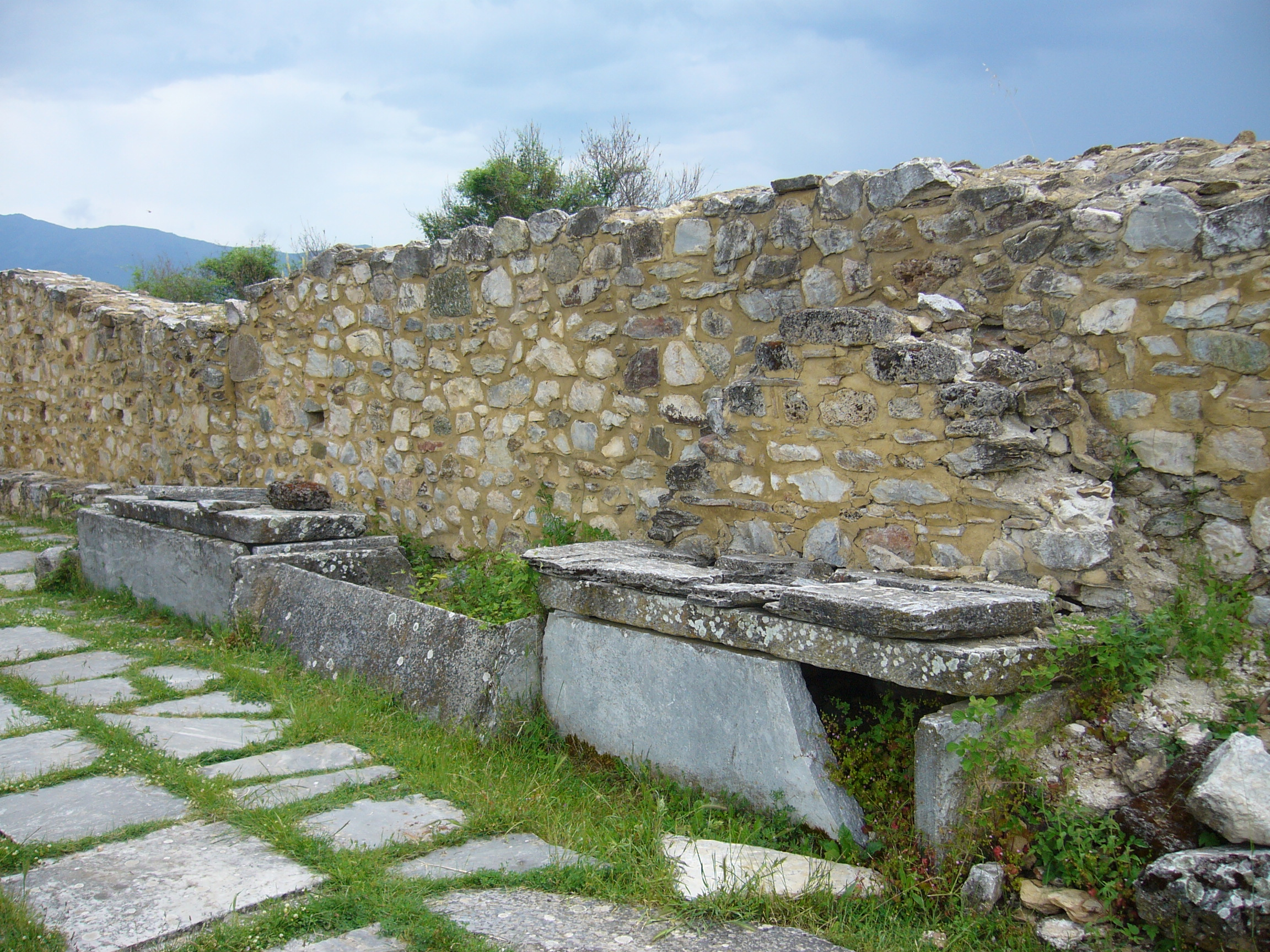
Sarkophage in der Basilika

Nach den Balkankriegen gelangte die Insel an Griechenland und wurde 1918 unter dem Namen Achillion zunächst Teil der Landgemeinde German (heute Agios Germanos), 1920 nach Nivitsa (slaw. Nivica, heute Psarades) umgemeindet, 1926 in Agios Achillios umbenannt und 1927 selbständige Landgemeinde. 1997 wurde diese Gemeinde nach Prespes eingemeindet, wo es heute zusammen mit dem Dorf Pyli eine Ortsgemeinschaft bildet, die einen lokalen Vertreter wählt.

## Sehenswürdigkeiten
Neben der Achilleios-Basilika gibt es Überreste einiger weiterer Kirchen, darunter des Heiligen Georg, der zwölf Apostel, des Heiligen Demetrios und eines der Panagia Porphyra geweihten Frauenklosters. Hinzu kommen einige Einsiedeleien, die Wandmalereien bergen. Das Hotel organisiert außerdem Kunstausstellungen.

## Wirtschaft und Infrastruktur
Haupterwerbszweig der Inselbewohner sind Tourismus und Landwirtschaft. Sie betreiben ein Hotel mit acht Zimmern und angeschlossenem Restaurant, das vor allem lokale Produkte anbietet, wozu auch der Fisch des Prespassees gehört. Auf der Insel werden ferner einige alte Haustierrassen gehalten, so das Prespa-Rind und griechische Wasserbüffel. Die Ansiedlung einer Herde Florina-Schafe ist geplant.